# تشارلي آبلوايت
تشارلي آبلوايت (بالإنجليزية: Charlie Applewhite؛ 25 نوفمبر 1932 – 27 أبريل 2001) كان مغنيًا أمريكيًا ومقدم برامج إذاعية، اشتهر خلال فترة الخمسينيات من القرن العشرين بظهوره كعضو منتظم في برنامج The Milton Berle Show، حيث بلغ ذروة شهرته كمؤدٍ بارز في الإذاعة والتلفزيون وتسجيلات الموسيقى.

## الحياة المهنية
بدأ آبلوايت مسيرته كمغنٍ بصوت باريتون كلاسيكي، ولاحقًا أصبح من أبرز الوجوه الغنائية في البرامج التلفزيونية الأمريكية. اشتهر بظهوره المنتظم في برنامج "ميلتون بيرل" في منتصف خمسينيات القرن العشرين، مما جعله من بين الأعلى أجرًا في مجاله آنذاك.
بالإضافة إلى ظهوره على الشاشة، شارك آبلوايت في تقديم برامج إذاعية موسيقية، وسجّل عددًا من الأغاني التي حققت رواجًا في الفترة التي سبقت بروز موسيقى الروك آند رول.

## تراجع المسيرة
مع ظهور عصر موسيقى الروك في أواخر الخمسينيات، تراجعت شهرة آبلوايت تدريجيًا. وفي حادث مأساوي، تعرض لحادث تحطم طائرة تسبب له بإصابات بالغة أنهت فعليًا مشواره الفني العام، وأجبرته على التراجع عن الأضواء.

## الأعمال الموسيقية والتأثير الفني
أصدر تشارلي آبلوايت عددًا من التسجيلات الغنائية التي عكست صوته الباريتوني الكلاسيكي وأسلوبه الرومانسي في الأداء، حيث كانت أغانيه تُصنف ضمن ما يُعرف بـ"موسيقى البوب التقليدية" قبل ظهور موجة الروك آند رول. من أبرز أغانيه المسجلة:
- "These Things You Left Me"
- "The Last Goodbye"
- "I’ll Walk Alone"

كانت تسجيلاته تحظى بشعبية على محطات الإذاعة الأمريكية، خاصة بين المستمعين الباحثين عن صوت بديل للموجات الموسيقية الصاخبة الصاعدة في أواخر الخمسينيات. وقد ساعدت شخصيته الهادئة وصوته العاطفي في ترسيخ مكانته كأحد رموز الغناء التلفزيوني خلال تلك الفترة.
وعلى الرغم من أن مسيرته الغنائية لم تمتد لعقود طويلة، فإن آبلوايت يُعتبر من بين المغنين الذين شكّلوا الجسر بين عصر الأغنية الكلاسيكية وصعود النجوم الجدد في فترة الستينيات، وترك بصمته ضمن ذاكرة التلفزيون الأمريكي كمغنٍ ذي حضور مميز.

## الظهور الإذاعي والتلفزيوني
إلى جانب تسجيلاته الغنائية، كان لتشارلي آبلوايت حضور بارز في البرامج الإذاعية والتلفزيونية الأمريكية خلال الخمسينيات. وقد بدأ بالظهور كمغنٍ ضيف في عدد من البرامج الإذاعية الوطنية، ثم أصبح لاحقًا أحد الأسماء الثابتة في برنامج The Milton Berle Show، الذي يُعد من أوائل البرامج الترفيهية واسعة الانتشار في الولايات المتحدة.
كما شارك في عدد من البرامج المنوعة الأخرى، بما في ذلك:
- برنامج *The Ed Sullivan Show* (كضيف موسيقي)
- برنامج *Your Hit Parade* (في حلقات خاصة)
- تقديم فقرات غنائية في إذاعة NBC Radio، حيث كان يُعرف بفقرة غنائية أسبوعية تحمل اسمه.

حافظ آبلوايت على أسلوب أداء تقليدي يناسب الذوق السائد قبل انتشار موسيقى الروك، ما جعله محط تقدير الجيل الأكبر سنًا من المستمعين، ومثالًا لفناني الأداء في العصر الذهبي للإذاعة والتلفزيون الأمريكي.

## الوفاة
توفي تشارلي آبلوايت في 27 أبريل 2001 عن عمر ناهز 68 عامًا، بعد مسيرة قصيرة لكنها لامعة في الوسط الفني الأمريكي خلال الخمسينيات.